# Resinicium saccharicola
Resinicium saccharicola är en svampart som först beskrevs av Edward Angus Burt, och fick sitt nu gällande namn av Nakasone 2000. Resinicium saccharicola ingår i släktet Resinicium, klassen Agaricomycetes, divisionen basidiesvampar och riket svampar.   Inga underarter finns listade i Catalogue of Life.